# 字母的歷史
字母的歷史從古埃及開始。公元前27世紀，古埃及人發展出一套含22個單音的象形文字來表達他們語言的子音，第23個字元推測是用來表示字首和字尾的母音。這些字元成為意音文字的發音、文法和變調標記，後來也用於表示外來語和人名。儘管是字母的原始形式，這套系統並沒有獨立用於書寫。第一種單純用作書寫的文字約於公元前20世紀，由埃及中部的閃米特人發明。經過五個世紀，這套字母向北傳開。後來全世界大多數的字母系統都承襲於此。唯一可能的例外是梅羅字母，這是種公元前3世紀努比亞至埃及南部一帶的象形文字變形。

## 發展背景
公元前4千紀結束前，世界上已經有兩種發展成熟的文字系統：美索不達米亞的楔形文字以及古埃及的象形文字。公元前3千紀至公元前2千紀，楔形文字隨貿易路線傳播，也受到西亞和地中海區域許多語言使用，埃及的文字系統則尚未在其他語言中被發現。相近的時間，克里特島進入青銅器時代晚期，使用線形文字A和線形文字B。

### 埃及發源
公元前2700年，古埃及人已利用大約22個象形文字來代表他們的語言中的輔音，再加上一個應該是表示詞首或詞末的元音符號。這些符號用作發展語素文字的發音指南、詞形變化和外來語。雖然象形文字擁有字母順序的本質，但系統不是純粹用作字母，而是經常與一個強的語標部分(strong logographic component)同時使用，據推測這是緣自對埃及文字的感情。
第一套純粹以字母組成的文字估計是為在埃及中部工作的閃米特人而創造，文字在以後的五世紀不斷向北推移，影響其後全世界的字母發展，但第一個字母表的影響也遭不少學者懷疑。

## 閃米特字母

此圖表顯示了若干字母系統從腓尼基輔音音素文字衍生演變的步伐（從最中列向左右兩端），由左至右分別為拉丁字母、希臘字母、腓尼基字母、希伯來字母及阿拉伯字母。

青銅中期文化時期字母到現在仍未破譯，但很可能有部分、甚至全部的字元是字母，用以紀錄迦南語言。當中最古老的是埃及中部的恐怖峽谷字母（Wadi el-Hol script），可以追溯至公元前18世紀。這些閃米特字母並不限制於當時已經存在的埃及子音字母，而是吸收一定數量的其他埃及象形文字（有可能用了30個），而且給予它們閃米特名字。例如象形文字 per （埃及語「屋子」）演變為 bayt （閃米特語「屋子」）。
| O1 |

| O1 |

很難確定這些字元用來書寫閃米特語時是否字母，即字元只是用來表達子音而字的名稱是依截頭表音法，或者字元是否可以同時表示子音的次序或甚至好像這些字的始祖象形文字一樣表達單字。例如，字元"屋子"可以解作 b （在beyt「屋子」中的b），或者可以解作子音b和byt這個次序，因為在埃及語中這個字元可同時解作p和pr這個次序。然而，隨著時間這些字體被純字母的迦南諸語所繼承，而原本表示"屋子"象形文字則只是表示b。
迦南地區中，腓尼基城邦首先廣泛使用字母，因此迦南字母的發展後期被稱為腓尼基字母。沿海的腓尼基是貿易網絡的樞紐，腓尼基字母很快在地中海地區傳播，演化出來的亞蘭字母和希臘字母在文字歷史上均有深遠意義。（页面存档备份，存于）

### 亞蘭字母的演變
腓尼基字母和亞蘭字母，如同他們的埃及原形，只表示輔音，屬於“辅音音素文字”（abjad）系統。公元前7世紀由腓尼基字母演化出來的亞蘭字母是波斯帝國的官方文字，幾乎是亞洲所有字母系統的始祖︰
- 現代希伯來字母是皇家亞蘭字母 的變異體。（撒瑪利亞字母（英语：Samaritan alphabet）沿用原來的古希伯來字母。）[5][6]
- 阿拉伯字母是亞蘭字母經現在約旦南部仍使用的納巴泰字母演化而成。
- 公元3世紀的敘利亞字母經巴列維文字和粟特字母演化成亞洲北部的古突厥文、回鶻文、蒙文、老滿文。
- 格魯吉亞字母的起源不詳，但應屬於波斯─亞蘭（或希臘）語系。
- 婆羅米系文字最有可能是亞蘭字母演變出來，後來隨印度教和佛教傳入西藏、蒙古、中南半島和馬來群島。（中國和日本雖受佛教影響，但保留已有的表語文字和音節文字。）
- 韓國的諺文在15世紀發明，相傳是自創的文字，但學者加里·莱迪亚德（英语：Gari Ledyard）認為部分輔音屬於藏文字母的元朝八思巴文作基礎，而藏文字母是婆羅米系文字。其餘的輔音根據這些輔音引申出來，這種引申的方法是世界字母系統中的唯一。[7]

下表列出腓尼基字母的西支（拉丁字母、希臘字母）和東支（婆羅米系文字、諺文）︰
| 西方 ←   | 西方 ←   | 腓尼基字母 | → 婆羅米系文字 | → 婆羅米系文字 | → 婆羅米系文字 | → 婆羅米系文字 | → 諺文   |
| 拉丁字母 | 希臘字母 | 腓尼基字母 | 婆羅米文       | 古吉拉特文     | 天城文         | 藏文           | → 諺文   |
| -------- | -------- | ---------- | -------------- | -------------- | -------------- | -------------- | -------- |
| A        | Α        | Aleph      |                | અ              | अ              | ཨ              |          |
| B        | В        | Beth       |                | બ              | ब              | བ              | ㅂ, ㅁ   |
| C, G     | Г        | Gimel      |                | ગ              | ग              | ག              | ㄱ, (ㆁ) |
| D        | Δ        | Daleth     |                | ધ (ઢ)          | ध (ढ)          | -              |          |
| E        | Ε        | He         |                | હ              | ह              | ཧ              | (ㅱ)     |
| F, V     | Ϝ, Υ     | Waw        |                | વ              | व              | ཝ              |          |
| Z        | Ζ        | Zayin      |                | દ (ડ)          | द (ड)          | ད (ཌ)          | ㄷ, ㄴ   |
| H        | Η        | Heth       |                | ઘ              | घ              | -              |          |
| -        | Θ        | Teth       |                | થ (ઠ)          | थ (ठ)          | ཐ (ཋ)          |          |
| I, J     | Ι        | Yodh       |                | ય              | य              | ཡ              |          |
| K        | Κ        | Kaph       |                | ક              | क              | ཀ              |          |
| L        | Λ        | Lamedh     |                | લ              | ल              | ལ              | ㄹ       |
| M        | Μ        | Mem        |                | મ              | म              | མ              |          |
| N        | Ν        | Nun        |                | ન              | न              | ན              |          |
| -        | Ξ        | Samek      |                | શ              | श              | ཤ              |          |
| O        | Ο        | Ayin       |                |                |                |                |          |
| P        | Π        | Pe         |                | પ, ફ           | प, फ           | པ, ཕ           |          |
| -        | Ϡ        | Sade       |                | સ              | स              | ས              | ㅈ, ㅅ   |
| Q        | Ϙ        | Qoph       |                | ખ              | ख              | ཁ              |          |
| R        | Ρ        | Res        |                | ર              | र              | ར              |          |
| S        | Σ        | Sin        |                | ષ              | ष              | ཥ              |          |
| T        | Τ        | Taw        |                | ત (ટ)          | त (ट)          | ཏ (ཊ)          |          |
腓尼基字母和婆羅米系文字不能準確對應，尤其是擦音和括號內的字母。此外，諺文從藏文字母發展的推論具爭議性。

## 希臘字母

### 傳入希臘
公元前8世紀，希臘人借用全部腓尼基字母，字母的順序不變。腓尼基字母沒有獨立的元音字母，避免阻礙閱讀埃及語、腓尼基字母和希伯來字母的流暢性，但元音在希臘語中十分重要。有些腓尼基字母代表的輔音在希臘語不適用，希臘人利用它們表示元音，也沿用腓尼基字母的截頭表音法把這些字母名稱改為以相關元音開頭。例如，希臘語沒有喉塞音（glottal stop）和 h，代表發音 /ʔ/ 和 /h/ 的腓尼基字母變成代表發音 /a/ 和 /e/ ，而名稱也由’alep和he改為 alpha 和 e（後來再改為epsilon）。這做法只能代表希臘語中12個元音其中5或6個（按不同方言而異），希臘人創造二合字母（如ei、ou）、修改已有字母（例如 o，後來變成 omega）或與已有字母共用（如長元音 a, i, u）。
希臘字母其中一個變異體是傳入雅典以西和意大利南部的庫邁字母。另一個變異體愛奧尼亞字母在位於小亞細亞（現今土耳其）開始流傳，在公元前400年左右被雅典人接納，其後應用於整個希臘語世界。希臘文字開始時像腓尼基字母從右向左書寫，後來變成從左向右書寫。

### 希臘文字的演變
希臘字母是所有現代歐洲文字的始祖。早期希臘西部方言的字母系統（字母 eta 用作發音 /h/ ）發展成古意大利字母和拉丁字母；而東部方言的字母系統沒有 /h/ 發音，字母eta依然在現代希臘字母和後來發展的格拉哥里字母、西里爾字母、亞美尼亞字母、哥德字母和格魯吉亞字母用來表示元音。
字母表不一定是由單一字母表中演化出來。由西亞的輔音音素文字演化的老滿文受蒙古文影響，由亞蘭字母演化的格魯吉亞字母受希臘字母影響，由閃米特字母演化的希臘字母後來增加源自世俗體（Demotic hieroglyphs）的字母，而克里語文字（Cree syllabics）揉合了天城文和必文速記。

## 拉丁字母的發展
像西部希臘人一樣，在意大利半島上居住著一個叫做拉丁人的部落，又稱為羅馬人。公元前五世紀，西部希臘人與拉丁人從三千年前居住在在意大利中部的伊特魯利亞部落那習得了文字。從這兩個族群所得到的文字中，拉丁人從西部希臘語的字母表中去除了四個符號。他們也采用了埃特魯斯坎語的發音為“w”的字母“F”，使其發“f”的音。又從埃特魯斯坎字母中借來用三條折疊線表示的字母“S”，並將其彎曲，變成現在的“S”的樣子。使用Γ表示希臘語中“g”的發音和伊特魯利亞語中的“k”的發音。這些變化和其他的不同之處創造了除了G、J、U、W、Y和Z之外的所有字母的現在的樣式。

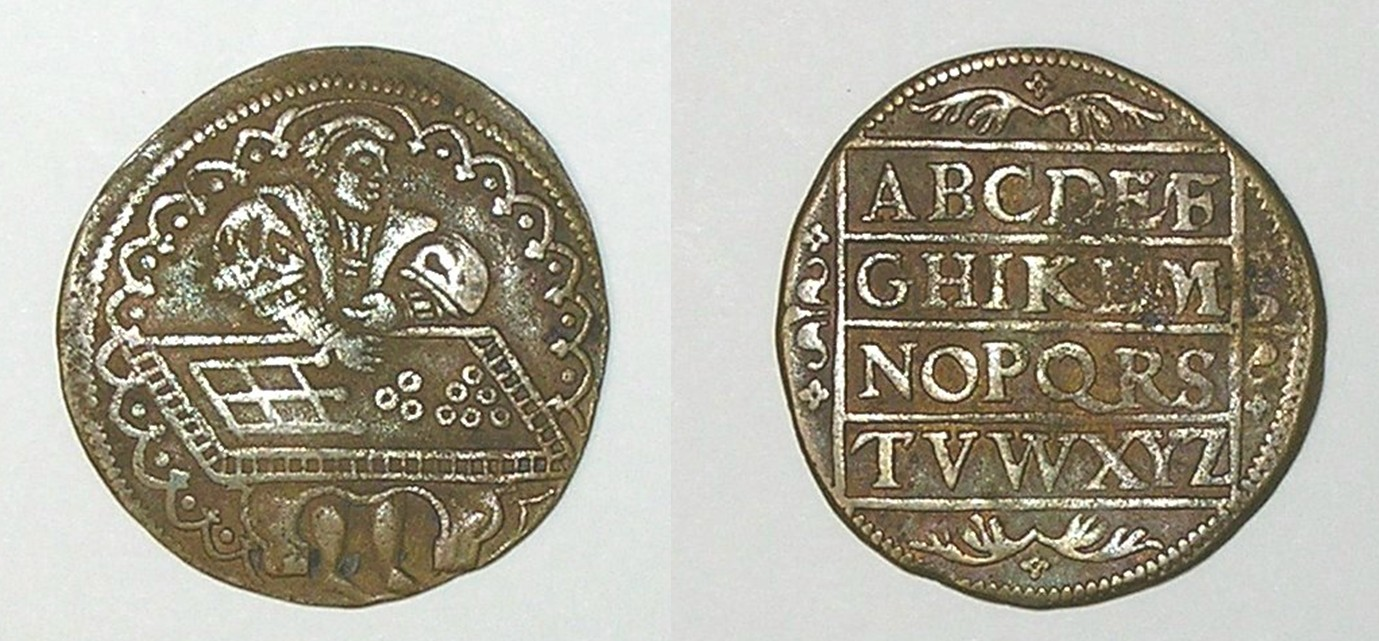

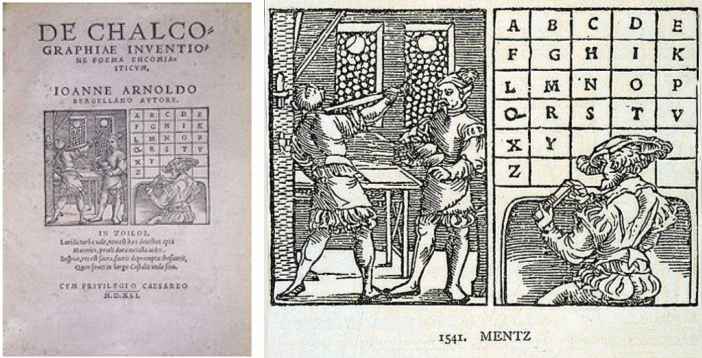

拉丁字母中的C、K、Q全部可用來既表示/k/又可以表示/g/。不久羅馬人將字母“C”修飾為字母“G”，並將其插入到本來是字母“Z”的第七位，這樣是為了符合數秘術（字母的數字順序）。在公元前三世紀亞歷山大大帝征服了東部地中海地區以及其他地區之後的幾個世紀裏，羅馬人開始借用希臘語詞匯，因此他們又一次必須將自己的文字與希臘詞相協調才能表示這些詞匯。從東部希臘語字母表中，他們借入了字母“Y”和“Z”，並將它們放在自己的字母表的末尾，因為只有在書寫希臘詞匯的時候才會用到這些字母。
盎格魯撒克遜人在公元六世紀坎特伯雷的聖奧古斯丁到達不列顛使他們皈依基督教的同時採用了羅馬人的字母來書寫古英語。因為盧恩字母中本來用來表示/w/的發音的較為細窄而略呈三角形的“ᚹ”（wynn）很容易與拉丁字母中的P相混淆，盎格魯撒克遜人便使用一個新的字母——由兩個字母U組成的W（因為那個時期U與V相同）。當代表/u/的發音的與代表輔音/v/的V得到廣泛使用時，W在字母表中被放在了U、V之後。J由I在底部加上一個小尾巴演化而來。在十五世紀，人們開始使用I代表元音/i/，使用J來代表輔音/j/。這種用法在十七世紀中期得到廣泛認可。

## 字母名稱和順序
公元前14世紀的字母表順序，在敘利亞北岸的烏加里特得到證實，出土的泥板刻有超過一千個楔形文字，這些不是巴比倫文字，而是由30個不同的字母組成。約12塊泥板上的字母順序有兩種，一種與希伯來字母、希臘字母和拉丁字母相同，另一種與吉茲字母相同。
原始西奈字母的字母數目和順序不詳，其演化而成的烏加里特字母有27個輔音、南阿拉伯字母有29個字母、腓尼基字母有22個字母。腓尼基字母的順序是 ABGDE，南阿拉伯字母的順序是 HLĦMQ，而烏加里特字母中則兩種順序都存在，這些字母的順序在其後演化的文字變化不大。
腓尼基字母演化出來的字母如撒馬利亞字母、亞蘭字母、哥德字母和西里爾字母採用接近的字母名稱，但阿拉伯字母和拉丁字母卻棄用原來的字母名稱。字母的順序在拉丁字母、亞美尼亞字母、哥德字母和西里爾字母沒有重大改變，但被婆羅米文、盧恩字母和阿拉伯字母棄用。
下表詳列腓尼基字母和其演化出來的字母︰
|    | 原始迦南字母                | 國際音標  | 值  | 烏加里特字母 | 腓尼基字母 | 希伯來字母 | 阿拉伯字母 | 其他演變出來的字母 |
| 1  | 「牛」                      | /ʔ/       | 1   | 𐎀            | Aleph      | ‎           | ‎           | Α A А ᚨ            |
| 2  | 「屋」                      | /b/       | 2   | 𐎁            | Beth       | ‎           | ‎           | Β B В-Б ᛒ          |
| 3  | 「矛」                      | /ɡ/       | 3   | 𐎂            | Gimel      | ‎           | ‎           | Γ C-G Г ᚲ          |
| 4  | 「門」 / 「魚」             | /d/       | 4   | 𐎄            | Daleth     | ‎           | ‎           | Δ D Д              |
| 5  | 「窗」 / 「歡呼」           | /h/       | 5   | 𐎅            | He         | ‎           | ‎           | Ε E Е-Є            |
| 6  | 「鈎」                      | /β/       | 6   | 𐎆            | Waw        | ‎           | ‎           | Ϝ-Υ F-V-Y У ᚢ      |
| 7  | 「武器」 / 「手銬」         | /z/       | 7   | 𐎇            | Zayin      | ‎           | ‎           | Ζ Z З              |
| 8  | 「線」 / 「柵欄」?          | /ħ/ / /x/ | 8   | 𐎈            | Heth       | ‎           | ‎           | Η H И ᚺ            |
| 9  | 「輪」                      | /tˁ/      | 9   | 𐎉            | Teth       | ‎           | ‎           | Θ Ѳ                |
| 10 | 「手臂」                    | /j/       | 10  | 𐎊            | Yodh       | ‎           | ‎           | Ι I І ᛁ            |
| 11 | 「手」                      | /k/       | 20  | 𐎋            | Kaph       | ‎           | ‎           | Κ K К              |
| 12 | 「刺棒」                    | /l/       | 30  | 𐎍            | Lamedh     | ‎           | ‎           | Λ L Л ᛚ            |
| 13 | 「水」                      | /m/       | 40  | 𐎎            | Mem        | ‎           | ‎           | Μ M М              |
| 14 | 「蛇」 / 「魚」             | /n/       | 50  | 𐎐            | Nun        | ‎           | ‎           | Ν N Н              |
| 15 | 「支撐」 / 「魚」 ?         | /s/       | 60  | 𐎒            | Samek      |            | -          | Ξ X                |
| 16 | 「眼」                      | /ʕ/       | 70  | 𐎓            | Ayin       | ‎           | ‎           | Ο O О              |
| 17 | 「口」 / 「角落」           | /p/       | 80  | 𐎔            | Pe         | ‎           | ‎           | Π P П              |
| 18 | 「植物」                    | /sˁ/      | 90  | 𐎕            | ṣādē       | ‎           | ‎           | Ϡ                  |
| 19 | 「線」?                     | /kˁ/      | 100 | 𐎖            | Qoph       | ‎           | ‎           | Ϙ Q Ҁ              |
| 20 | 「頭」                      | /r/ / /ɾ/ | 200 | 𐎗            | Res        | ‎           | ‎           | Ρ R Р ᚱ            |
| 21 | 「牙」 / 「日神沙馬什（Shamash）」 | /ʃ/       | 300 | 𐎌            | Sin        | ‎           | ‎           | Σ S С Ш ᛊ          |
| 22 | 「標記」                    | /t/       | 400 | 𐎚            | Taw        | ‎           | ‎           | Τ T Т ᛏ            |

西北閃米特語族的音位學中有22個輔音，失去了原始閃米特語的7個輔音︰, , , 。在迦南字母中和都用。在阿拉伯字母中加入6個變異體字母 > ḏāl、 >  ṯāʼ、 > ḍād、 > ġayn、 > ẓāʼ、 > ḫāʼ，而成為吉茲字母的獨立音位Śawt。

## 獨立起源的字母
馬爾代夫語的文字渊源是現代民族字母中唯一不能追溯回迦南字母的，但很明顯地它是以阿拉伯語（有可能和其他語言）為藍本。它的獨特之處在於它是從阿拉伯的數字中衍生出來的。1920年代為索馬里語而發明奧斯曼亞字母和拉丁字母一度並列為索馬里的官方字母，直至1972年，而奧斯曼亞字母的子音系統使之成為一個完全的突破。
在一些現今不為國家民族所用的字母中，有小部分的字母起源是十分獨立的。注音符號是從漢字中演變出來，儘管發明者強調注音符號「只是符號，並不是字母」。日語假名亦是由漢字演變而來。印度東部的桑塔利字母從表面看來是基於傳統符號（例如「危險」和「集合處」中演化）與及一些造字者發明的。韓國的諺文據傳也是自創的文字之一。
在遠古時期歐甘文字包括記數符號，與及古波斯帝國的碑文銘刻本質上均是以楔形文字字母書寫，而這些文字看來都是隨意創作出來的。雖然這些系統都是文字線條獨立於世界上其他字母，它們卻是從這些字母演化出來的。

## 延伸阅读
- David Diringer, History of the Alphabet, 1977, ISBN 0905418123.
- Peter T. Daniels, William Bright (eds.), 1996.  The World's Writing Systems,  ISBN 0195079930.
- Joel M. Hoffman, In the Beginning: A Short History of the Hebrew Language, 2004, ISBN 0814736548.

## 资料来源
1. ↑  Millard, A.R. "The Infancy of the Alphabet", World Archaeology 17, No. 3, Early Writing Systems (Feb., 1986): 390-398. pages 390-391.
2. ↑  .   [2006-03-06]. （原始内容存档于2009-04-21）.
3. ↑  .   [2006-03-06]. （原始内容存档于2021-01-25）.
4. ↑  Hooker, J. T., C. B. F. Walker, W. V. Davies, John Chadwick, John F. Healey, B. F. Cook, and Larissa Bonfante, (1990). Reading the Past: Ancient Writing from Cuneiform to the Alphabet, Berkeley: University of California Press. page 212.
5. ↑  Hooker, J. T., C. B. F. Walker, W. V. Davies, John Chadwick, John F. Healey, B. F. Cook, and Larissa Bonfante, (1990). Reading the Past: Ancient Writing from Cuneiform to the Alphabet, Berkeley: University of California Press. page 222.
6. ↑  Robinson, Andrew, (1995). The Story of Writing: Alphabets, Hieroglyphs & Pictograms, New York: Thames & Hudson Ltd. page 172.
7. ↑  Ledyard, Gari K. The Korean Language Reform of 1446. Seoul: Shingu munhwasa, 1998.
8. ↑  McCarter, P. Kyle. "The Early Diffusion of the Alphabet", The Biblical Archaeologist 37, No. 3 (Sep., 1974): 54-68. page 62.
9. ↑  Robinson, Andrew, (1995). The Story of Writing: Alphabets, Hieroglyphs & Pictograms, New York: Thames & Hudson Ltd. page 170.
10. ↑  Robinson, Andrew. The Story of Writing: Alphabets, Hieroglyphs & Pictograms. New York: Thames & Hudson Ltd., 1995.
11. ↑  BBC. "The Development of the Western Alphabet." [updated 8 April 2004; cited 1 May 2007]. Available from http://www.bbc.co.uk/dna/h2g2/A2451890 （页面存档备份，存于）.
12. ↑  Robinson, Andrew, (1995). The Story of Writing: Alphabets, Hieroglyphs & Pictograms, New York: Thames & Hudson Ltd. page 162.
13. ↑  Millard, A.R. "The Infancy of the Alphabet", World Archaeology 17, No. 3, Early Writing Systems (Feb., 1986): 390-398. page 395.